# إستيل فريدمان
إستيل فريدمان (بالإنجليزية: Estelle Freedman)‏ هي مؤرخة أمريكية، ولدت في 1947 في هاريسبرج في الولايات المتحدة.